# Aacheni békeszerződés (1668)
Az 1668. május 2-án megkötött aacheni békeszerződés lezárta a devolúciós háború néven ismert 1667–1668-as spanyol–francia háborút. Az Aachenben folyó békekonferencián a két fő hadviselő félen, Spanyolországon és Franciaországon kívül a Spanyolország szövetségeseként fellépő hármas szövetség (Anglia, Holland Egyesült Tartományok és Svédország) képviselői is részt vettek. A békeszerződés értelmében a katonailag győztes Franciaországnak vissza kellett adnia az elfoglalt spanyol birtokok nagy részét, csak 12 flandriai és dél-németalföldi várost tarthatott meg.

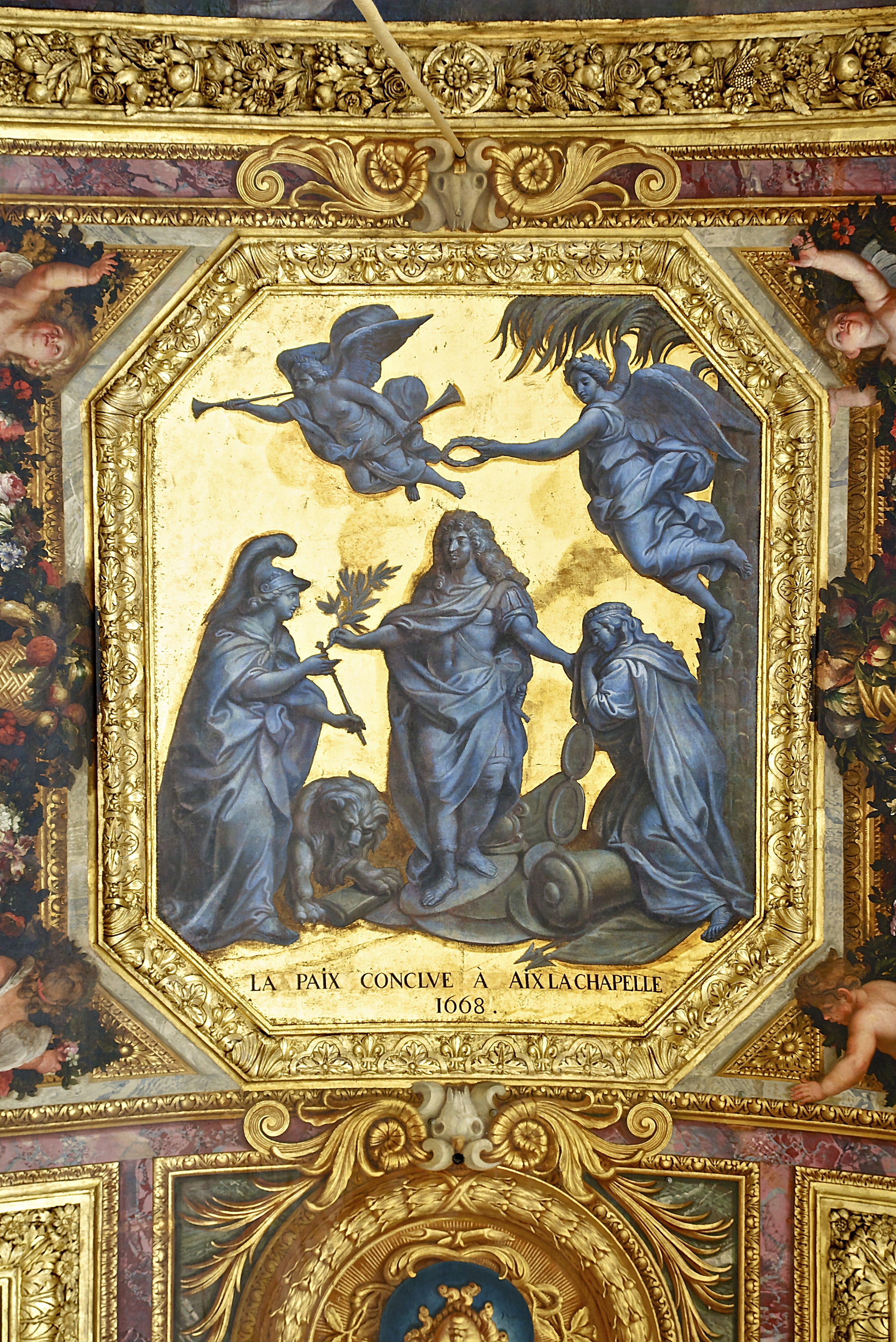
Az aacheni béke allegórikus ábrázolása a versailles-i kastély Tükörtermének mennyezetén.

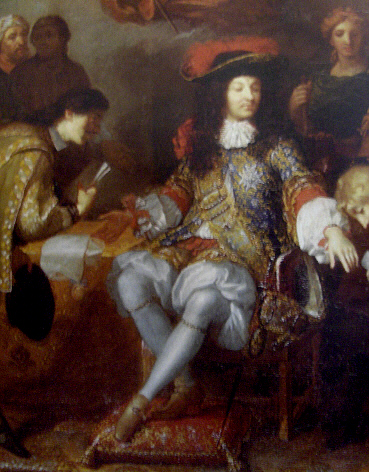
„XIV. Lajos békét nyújt Európának”
(Részlet Charles Le Brun udvari festő dicsőítő képéről)

## Előzmények
1667 májusában XIV. Lajos háborút indított Spanyolország németalföldi birtokainak megszerzéséért. A háború során elfoglalta Flandriát, Spanyol-Németalföld (a mai Belgium) nagy részét, és a stratégiai fontosságú Franche-Comté szabadgrófságot. A francia hódítások mértéke nyugtalanná tette Franciaország szövetségesét, a Holland Egyesült Tartományokat is annak ellenére, hogy XIV. Lajos felajánlotta nekik a felosztandó Spanyol-Németalföld egy részét. 1668 elején Anglia, Hollandia és Svédország részvételével Spanyolország támogatására megalakult a franciaellenes Hármas Szövetség (Triple Alliance), amelynek közös fellépése meghátrálásra kényszerítette XIV. Lajost, aki 1668 március végéig szóló fegyverszünetet hirdetett, és elfogadta a béketárgyalásokat.
A saint-germaini kastélyban összegyűlt delegációk 1668 áprilisára kidolgozták a békeszerződés tervezetét. A két fő hadviselő fél, Franciaország és Spanyolország között a Hármas Szövetség delegátusai közvetítettek. Magát a  békekonferenciát Április 25-én IX. Kelemen pápa apostoli nunciusa nyitotta meg Aachenben. A békeszerződést 1668. május 2-án írták alá.

## A békeszerződés rendelkezései
A Hármas Szövetség érvényesíteni tudta fő követelését, Franciaországnak ki kellett ürítenie az elfoglalt Franche-Comtét és Besançon szabad birodalmi várost is. A Franche-Comtéból való kivonulás során a francia hadsereg – már a következő tervezett hadjáratot szem előtt tartva – lerombolta Gray és Dole valamennyi erődítményét.
XIV. Lajosnak vissza kellett vonnia csapatait Spanyol-Németalföldről is. Gyakorlatilag minden sikeres hódításáról le kellett mondania, csupán Flandriában és az Hainaut-i grófságban tarthatott meg egy tucatnyi elfoglalt erődített várost: Flandriában Oudenarde-t (Oudenaarde), Courtrai-t (Kortrijk), Furnes-et, Bergues-et, Douai-t (a Scarpe folyóval), Menen-t (Menin), és Armentières-t, valamint az Hainaut-i (Hennegaui) grófság területén  Lille-t, Tournai-t, Charleroi-t, Binche-et, Ath-ot (Aat),
Bár XIV. Lajosnak le kellett mondania a katonai siker gyümölcsének nagy részéről, mégis stratégiai előnyhöz jutott: Északabbra tolta Franciaország flandriai és picardiai határait, ezzel javította fővárosának biztonságát ellenséges támadás esetén. A megszerzett erődítmények egy később elindítandó új hadművelet értékes támaszpontjai lettek. A francia beszögellések meggyengítették a Spanyol-Németalföld védelmi rendszerét. Ez a megszerzett előny kiegyensúlyozta a Franche-Comté elvesztéséből eredő hátrányt.
Maga XIV. Lajos felismerte ezt az előnyt. Naplójában, Lajos trónörököshöz írt „intelmei” között már a következő háború tervét vázolta fel, az aacheni békeszerződés utáni katonai helyzetet értékelve: „A Franche-Comté, amit feladtam, helyzeténél fogva olyan kicsinnyé vált, hogy bármely időben uralmam alá hajthatom. Új szerzeményeim, amelyeket jól megerősítettem, biztonságos bejutást biztosítanak nekem Németalföld belseje felé.”

## Következmények
XIV. Lajos elsősorban Hollandiát tette felelőssé az őellene kovácsolt Hármas Szövetség fellépéséért, amely a devolúciós háborúban megszerzett hódításainak elvesztését okozta, ezért már 1668 elején megkezdte a felkészülést egy Hollandia elleni megtorló háborúra, amelyet 1672-ben el is indított.
Az 1672–1679-es francia–holland háborúban Franciaország elsöprő harctéri sikereket ért el. A háborút 1678-ban lezáró nijmegeni békeszerződésben XIV. Lajos kikényszerítette az aacheni szerződés több, számára hátrányos pontjának megsemmisítését, és országát jelentős területekkel bővítette.